# II. László havasalföldi fejedelem
II. Vladislav (? – 1456. augusztus 22.) Havasalföld fejedelme 1447 (?) novembere vagy decembere – 1448. október; 1448 novembere – 1456 augusztusa
Trónra lépése szükségszerű volt a Hunyadi János vezette törökellenes koalíciónak, különös tekintettel arra a szóbeszédre, miszerint az erdélyi vajdának igencsak fájt a foga a havasalföldi trónra – II. Vladdal való rossz viszonyát azonban tényként is kezelhetjük.
Hunyadi János 1437 nyarán meleg szívvel ajánlotta havasalföldi fejedelemnek a brassói uraknak „közeli rokonát”  Vladiszlávot, és elkezdte szervezni kegyeltje trónra juttatását, ami II. Vlad meggyilkolásához vezetett. Ezért tíz évvel később meg is kapta az alapos fejmosást a magyar királytól, aki kifogásolta, hogy Hunyadi túl sokszor avatkozott be a román fejedelemségek belpolitikájába és igyekezett mindig kedvenceit trónra rakni.
II. Vladislav trónra jutásának körülményei máig tisztázatlanok. Az egyetlen biztos tény, hogy a magyar vajda novemberben katonai erővel indult meg II. Vlad ellen, majd 1447. december 4-én Târgoviște fővárosban kiadott egy dokumentumot, melyben „parcium Transalpinarum waywodam”-nak, azaz a transzalpin részek vajdájának titulálta magát. Azonban az a tény, miszerint pár nappal későbbi Brassóba való visszatérésekor már nem  viselte érdekes címét, arra enged következtetni, hogy hamisítványról van szó. Mindenesetre ezáltal megállapítható, hogy ekkor II. Vlad már elhunyt és Havasalföld új fejedelemmel rendelkezett.
Mai napig kérdéses, ki lehetett az új uralkodó, egyes történészek szerint Hunyadi János nem azonnal II. Vladislavot, hanem III. Dant helyezte volna trónra. Az első dokumentum, amelyben Vladislavot uralkodóként említették, 1448. augusztus 7-én kelt.
II. Vladislav nem okozott csalódást Hunyadinak, hisz a 1448. október 18-19 közötti rigómezei csatában együtt harcoltak. Mint oly sokszor ebben az időben, a keresztény hadak ismét súlyos vereséget szenvedtek, Hunyadi Brankovics György szerb despota foglya lett.
Ezt a számára ideális helyzetet használta ki (III). Vlad Tepes ((II.) Vlad Drakula fia), aki egy harmincezres török sereg élén betört Havasalföldre, hogy elfoglalja az őt megillető trónt. Ismeretlenek a körülmények, miért csak egy hónapig uralkodott Vlad Tepes. Egyes források szerint Hunyadi kergette el, de ezeknél biztosabb források szólnak Hunyadi szerbiai fogva tartásáról. Valószínűbb, hogy a török porta rendelte vissza Tepest, hiszen az 1451-es drinápolyi béketárgyalások érdekes helyzetbe hozták az ismét fejedelemmé avanzsált II. Vladislavot. Eszerint Havasalföldnek ugyanúgy fizetnie kellett a porta felé az adót, mint vazallusi kötelezettségeit teljesíteni Magyarország felé.
II. Vladislav  nyugatba vetett hite valószínűleg ekkor ingott meg először, mindenesetre 1452-es pénzügyi reformja az addig nyugati mintát követő érméket lecseréltette törökösebb jellegűekre. Ugyanekkor elrendelte bizonyos bizánci törvénykövek lefordítását is.
Ezek a változások, mint II. Mehmed szultán beiktatásán való részvétele, addigi patrónusa, Hunyadi János haragját váltották ki, aki 1452 októberében arra kérte már a brassói urakat, ne fogadják el havasalföldi vajda pénzérmeit. II. Vladiszlav ennek ellenére továbbra is teljesítette kötelezettségeit a magyar királyság felé.
A helyzet radikálisan megváltozott 1453. május 29-én, amikor a törökök elfoglalták Konstantinápolyt. Az új erőviszonyoknak be kellett hódolni Vladislav fejedelemnek is, ami Hunyadi Jánost arra késztette, hogy megkísérelje leváltását egy katonai expedícióval. A siker ezúttal is elmaradt, sőt, a havasalföldi fejedelem bevonult Nagyszebenbe és kifosztotta azt. Rövid idő elteltével azonban békét kötöttek, az egyre erősebb török birodalom fenyegetése miatt Hunyadinak fontosabbá vált egy békésebb Havasalföld.
Azzal az ürüggyel, miszerint az ortodox lakosságot erőszakosan katolikus hitre kényszerítették volna, II. Vladislav 1456 tavaszán ismét bevonult Erdélybe, elfoglalta Fogarast, és kemény megtorló intézkedéseket kezdett a környékbeli szászok ellen.
II. Vladislav 1456-ban (valószínűleg augusztus 20-án) „kardélen veszett”. Meglehetősen hosszú uralma politikai és gazdasági stabilitást adott Havasalföldnek, ami nagyban megalapozta utódjának, III. (Karóbahúzó) Vladnak rendkívüli katonai sikereit.